# Bulbophyllum dendrobioides
Bulbophyllum dendrobioides là một loài phong lan thuộc chi Bulbophyllum.